# Santaclaraite
La santaclaraite è un minerale.